# Episodi di iCarly (seconda stagione)
La seconda stagione della serie televisiva iCarly è andata in onda negli Stati Uniti dal 27 settembre 2008 all'26 giugno 2010 sul canale Nickelodeon.
In Italia è stata trasmessa dapprima su Nickelodeon dal 6 marzo 2009 al 10 giugno 2010, ed in seguito è stata replicata in chiaro dal 12 ottobre 2009 sul canale Italia 1.
| nº | Titolo originale       | Titolo italiano                | Prima TV USA      | Prima TV Italia  |
| -- | ---------------------- | ------------------------------ | ----------------- | ---------------- |
| 1  | iSaw Him First         | L'ho visto prima io!           | 27 settembre 2008 | 6 marzo 2009     |
| 2  | iStage an Intervention | La partita infinita            | 4 ottobre 2008    | 13 marzo 2009    |
| 3  | iOwe You               | Il debito di Sam               | 11 ottobre 2008   | 20 marzo 2009    |
| 4  | iHurt Lewbert          | Scherzo col botto              | 18 ottobre 2008   | 27 marzo 2009    |
| 5  | iGo to Japan           | Carly va in Giappone           | 8 novembre 2008   | 23 aprile 2009   |
| 6  | iGo to Japan           | Carly va in Giappone           | 8 novembre 2008   | 23 aprile 2009   |
| 7  | iGo to Japan           | Carly va in Giappone           | 8 novembre 2008   | 23 aprile 2009   |
| 8  | iPie                   | La ricetta segreta             | 15 novembre 2008  | 8 maggio 2009    |
| 9  | iChristmas             | L'albero magnetico             | 13 dicembre 2008  | 25 dicembre 2009 |
| 10 | iKiss                  | Il primo bacio                 | 3 gennaio 2009    | 15 maggio 2009   |
| 11 | iGive Away a Car       | Quiz a premi                   | 17 gennaio 2009   | 22 maggio 2009   |
| 12 | iRocked the Vote       | Sfida canora                   | 7 febbraio 2009   | 28 giugno 2009   |
| 13 | iMeet Fred             | iCarly contro Fred             | 16 febbraio 2009  | 28 giugno 2009   |
| 14 | iLook Alike            | I tre sosia                    | 7 marzo 2009      | 24 agosto 2009   |
| 15 | iWant my Website Back  | Rivoglio il mio sito!          | 21 marzo 2009     | 27 agosto 2009   |
| 16 | iMake Sam Girlier      | Sam al femminile               | 11 aprile 2009    | 26 agosto 2009   |
| 17 | iGo Nuclear            | Energia pulita                 | 22 aprile 2009    | 25 agosto 2009   |
| 18 | iDate a Bad Boy        | Il cattivo ragazzo             | 9 maggio 2009     | 22 ottobre 2009  |
| 19 | iDate a Bad Boy        | Il cattivo ragazzo             | 9 maggio 2009     | 22 ottobre 2009  |
| 20 | iReunite with Missy    | Carly e Missy di nuovo insieme | 16 maggio 2009    | 11 marzo 2010    |
| 21 | iTake on Dingo         | I copioni Dingo                | 13 giugno 2009    | 12 aprile 2010   |
| 22 | iMust Have Locker 239  | Un armadietto per due          | 27 giugno 2009    | 21 febbraio 2010 |
| 23 | iTwins                 | Le gemelle                     | 11 luglio 2009    | 10 giugno 2010   |
| 24 | iFight Shelby Marx     | Carly contro Shelby Marx       | 8 agosto 2009     | 28 gennaio 2010  |
| 25 | iFight Shelby Marx     | Carly contro Shelby Marx       | 8 agosto 2009     | 28 gennaio 2010  |

## L'ho visto prima io!
- Titolo originale: iSaw Him First
- Diretto da: Adam Weissman
- Scritto da: Andrew Hill Newman e Steven Molaro

### Trama
Carly e Sam si innamorano di un amico di Freddie: Shane. Però non riescono a decidere chi delle due lo deve "avere". Per questo fanno una scommessa: chi riesce a baciarlo per prima potrà conquistarlo. Entrambe usano dei modi molto astuti, ma nessuna delle due riesce a baciarlo. E alla fine, inizieranno a litigare davanti a Shane che indignato se ne va però (non sapendo che l'ascensore fosse guasto) cade dalla tromba dell'ascensore che Spencer non è riuscito a far riparare e si ferisce gravemente. All'ospedale, quando tutti se ne vanno, Carly bacia Shane e vince la scommessa.
- Guest star: James Maslow (Shane)

## La partita infinita
- Titolo originale: iStage an Intervention
- Diretto da: Jonathan Goldstein
- Scritto da: Karey Dornetto

### Trama
Dopo una diretta di iCarly, Freddie riceve una catena di Sant'Antonio dal compagno Gibby. Carly e Sam consigliano a Freddie di inoltrarla, ma il ragazzo elimina per sbaglio il messaggio. Subito dopo l'eliminazione, un ragno spunta sulla guancia di Freddie e le ragazze si convincono della sfortuna, mentre Freddie pensa ad una coincidenza. Intanto Spencer trova Pac Rat, un gioco d'epoca, in una discarica e finisce per esserne dipendente giocandoci continuamente, lasciando da parte una scultura commissionata da un uomo molto ricco. A Freddie, nel frattempo, si brucia il computer, si tingono i pantaloncini bianchi di rosa e si divide in due la bicicletta. Durante una partita di Pac Rat, Spencer riceve la visita della campionessa di Pac Rat, Sasha Stryker, mandata da Freddie. Infine Spencer batte Sasha, si baciano e fa la scultura, mentre Carly scopre che la sfortuna di Freddie non esisteva, ed era tutta opera di Sam che Freddie ha assecondato per farle credere di esserci riuscita.
- Guest star: Lorena York (Sasha Stryker)
- Curiosità: Pac-Rat è una parodia di Pac-Man[senza fonte].

## Il debito di Sam
- Titolo originale: iOwe You
- Diretto da: David Kendall
- Scritto da: Jake Farrow

### Trama
Carly e Freddie si baciano. Per questo dicono a Sam che essa deve restituire loro 526 dollari. La ragazza, spaventata, si chiede come può trovare tutti quei soldi, ma alla fine, rassegnata, si mette a lavorare.
Intanto, Spencer aiuta la bambina di una signora single a vendere gelatine. Attraverso questo e i fan di iCarly, Freddie e Carly riescono ad ottenere i soldi necessari per saldare il debito di Sam. Ma sanno che Sam non l'accetterebbe mai, e quindi, attraverso un uomo che Sam non conosce, danno a Sam i soldi, che lei spenderà in quattro e quattr'otto, ma per una cosa che renderà tutti felici: un enorme tappeto elastico.

## Scherzo col botto
- Titolo originale: iHurt Lewbert
- Diretto da: Russ Reinsel
- Scritto da: Ethan Banville

### Trama
I ragazzi di iCarly, attraverso un'invenzione creata da Freddie e messa in atto da Sam e Carly, mandano Lewbert in ospedale. Ritornato a casa, disteso sul suo divano, la Signora Benson dice ai ragazzi di occuparsi di lui. Ma alla fine è proprio lei che si occuperà di esso, e Lewbert ne approfitterà per conquistarla. Ma Freddie mette in atto un piano che farà cambiare conto su Lewbert a sua madre. Ritornato al suo posto di lavoro, a causa di Spencer, che nel frattempo l'aveva sostituito in portineria, Lewbert ritornerà sicuramente in ospedale.

## Carly va in Giappone
- Titolo originale: iGo to Japan
- Diretto da: Dan Schneider
- Scritto da: Dan Schneider

### Trama
ICarly riceve una nomination per gli "iWeb AWARDS" che si terranno in Giappone. I ragazzi felicissimi decidono di andarci sperando di vincere. Arrivati in Giappone, dopo il bruttissimo viaggio che hanno fatto, conoscono Kyoko e Yuki, i conduttori del web-show in concorrenza, al momento sembrano gentili e disponibili ma si riveleranno cattivi. I malvagi attori giapponesi architettano un piano per far arrivare i ragazzi in ritardo alla premiazione così da poter vincere il premio; ma alla fine la banda di iCarly viene salvata dalla signora Benson e da Spencer, arrivano in tempo alla premiazione e iCarly vince il premio per il migliore show comico e Kyoko e Yuki vengono arrestati.
- Guest star: Good Charlotte (loro stessi).

## La ricetta segreta
- Titolo originale: iPie
- Diretto da: Roger Christiansen
- Scritto da: Andrew Hill Newman

### Trama
Lo chef della pasticceria dove si preparano le torte al cocco che Carly, Sam, Freddie e Spencer amano, purtroppo muore. I quattro, dispiaciuti della perdita dello chef, vengono a sapere che la nipote Trudy conosce la ricetta. Trudy, orrenda, però, detta una condizione: se vogliono avere la ricetta lei deve avere un appuntamento con Spencer. Durante l'appuntamento, Trudy cerca di baciare Spencer e i ragazzi la fermano e le chiedono dov'è la ricetta; Trudy dice di non conoscere la ricetta perché il nonno la considerava troppo importante ma il nonno le rivelò soltanto una cosa: la ricetta si trova nel suo computer. Dopo aver parlato Trudy riesce a baciare Spencer con l'inganno mentre gli dava la stretta di mano. Mentre si tiene il funerale, Spencer e Carly tengono occupati gli ospiti. Nel frattempo, Sam e Freddie si occupano del computer. I ragazzi cominciano a litigare, e Sam, inavvertitamente, fa cadere il computer, che si rompe in mille pezzi. Però Carly nota che tra i chip e i pezzi rotti ci sono dei fogli, tra i quali quello della ricetta della torta al cocco e così capiscono che la ricetta non era salvata nel computer ma proprio dentro il suo hard disk. Alla fine i ragazzi convincono Trudy a prendere il posto del nonno.

## L'albero magnetico
- Titolo originale: iChristmas
- Diretto da: Steve Hoefer
- Scritto da: Dan Schneider

### Trama
Spencer trasforma l'albero tradizionale di Natale (come lo desiderava Carly) in un albero magnetico fatto con materiali che ha trovato in discarica. Durante la notte prende fuoco e rovina i regali della sorella. Per questo Carly desidera che suo fratello sia nato normale. Arrabbiata, va allo studio di registrazione, dove incontra Mitch, un angelo che esaudisce il suo desiderio solo per avere delle ali. La ragazza va a dormire e al suo risveglio troverà il mondo al contrario solo perché Spencer è nato normale: Spencer è veramente un avvocato ed è sposato con la Signora Benson, Freddie non è più innamorato di Carly ma di Rona Gebber, che nella vita reale quest'ultimo odia tanto, Sam si trova in un carcere minorile e non è la migliore amica di Carly e Nevel è il fidanzato di  Carly, per questo la ragazza distrutta e con le lacrime agli occhi, desidera che ritorni tutto alla "anormalità", Mitch esaudisce anche questo desiderio. Carly, Sam, Freddie e  Spencer si godono un bel Natale e Mitch si gode le sue ali di pollo.
- Guest star: Reed Alexander (Nevel Papperman), Danny Woodburn (Mitch), Mary Scheer (Signora Benson)

## Il primo bacio
- Titolo originale: iKiss
- Diretto da: Steve Hoefer
- Scritto da: Dan Schneider

### Trama
L'episodio si apre con Sam che, dopo essere stata ammanettata a Gibby come scherzo, promette al carnefice, ovvero Freddie, che l'avrebbe pagata un giorno. Carly e Sam discutono sul loro primo bacio dopo aver visto al cinema un film orrendo di nome "Il primo bacio", appunto. Dopo che Sam è uscita dallo studio di registrazione, Freddie confessa a Carly che lui non ha mai baciato una ragazza. Sfortunatamente per lui, Sam, di nascosto, sente tutto. La ragazza, per vendicarsi dello scherzo, lo dice in diretta su iCarly, lasciando il ragazzo senza parole.
Per giorni Freddie viene preso in giro, e decide di stare chiuso in casa per non farsi vedere per la vergogna. Carly fa capire a Sam che questa volta ha proprio esagerato, ha rovinato la vita a Freddie.
Sam, sentendosi effettivamente in colpa dopo le accuse di Carly e capendo sul serio la situazione che stava passando Freddie, decide di rimediare. In diretta su iCarly ammette il suo sbaglio, e di non provare mai più ad offendere Freddie per questo, infine confessa anche di non aver mai baciato nessuno nemmeno lei . Carly, che stoppa la diretta, le chiede se quello che avesse detto fosse la verità, e lei conferma, aggiungendo che fosse ora di andare a parlare con Freddie.
Lo trova nelle scale antincendio, dove la ringrazia per quello che aveva detto su iCarly.
Sam si scusa, per tutto quello che gli ha combinato in due anni, e Freddie le accetta, anche se dice che avrebbe continuato a dargli il tormento e poi si sarebbe scusata ogni due anni per ricominciare da capo senza rimorsi.
Anche Freddie le chiede se quello che avesse detto fosse la verità, e quando lei gli dice che è così, gli viene in mente l'idea di baciarla, solo per levare il pensiero del primo bacio ad entrambi. Sam accetta, ma facendogli promettere che una volta finito si sarebbero comportati come sempre e non l'avrebbero detto a nessuno, nemmeno a Carly.

## Quiz a premi
- Titolo originale: iGive Away a Car
- Diretto da: Steve Hoefer
- Scritto da: George Doty IV

### Trama
Durante una puntata di iCarly viene eseguito un auto-contest in regalo da un ragazzo che dichiara di essere il figlio di un famoso concessionario e Nevel riesce a vincere, ma i problemi sorgono quando il concessionario che avrebbe dovuto fornire il veicolo decide improvvisamente di non cedere la merce e confessa di non avere un figlio maschio. I ragazzi chiedono a Spencer una consulenza legale, ma lui dimostra di essere inaffidabile perché impegnato con un'auto comparsa in un film spaziale, acquistata online. Alla fine, si scoprirà che il tutto era stato ordito dallo stesso diabolico Nevel Papperman.
Secondo il concorso però, a Nevel spetta un'auto nuova. Allora a Sam e Spencer dopo una chiacchierata sul divano, viene l'idea di dare a Nevel una macchina un po' particolare e che a loro non sarebbe costata neanche un soldo.
- Guest star: Reed Alexander (Nevel Papperman)

## Sfida canora
- Titolo originale: iRocked the Vote
- Diretto da: Russ Reinsel
- Scritto da: Andrew Hill Newman

### Trama
Durante iCarly le ragazze convincono i loro fan a votare David Archuleta, un cantante, ad America Sings, e senza volerlo lo fanno vincere. Però durante un'intervista a Wade Collins, l'avversario di David, il cantante dice che il contratto discografico lo avrebbe aiutato a pagare l'operazione per la madre malata. Carly e Sam, prese dai sensi di colpa, decidono di invitare Wade al web show e di girare un video per ottenere un contratto. Wade si fa aspettare e Gibby intrattiene il pubblico con un'orrenda canzone che gli cantava la madre quando si svegliava nel cuore della notte. Arrivato Wade, le ragazze convincono il cantante a girare un video musicale e lui accetta. Però, finita la diretta, Wade si dimostra un maleducato continuando a chiamare i ragazzi "topi da vicolo" e, una volta girato il video, confessa che la madre non è malata, portandola sul set di iCarly. Carly, Sam e Freddie allora decidono di invitare David Archuleta alla puntata successiva di iCarly, e mostrare un video che dimostri che persona sia realmente Wade. Nel frattempo Spencer riceve una lettera che lo informa di restituire un film ma lui lo ha perso 10 anni fa, così Sam si offre per insegnargli a mentire per evitare di fargli sborsare 3.000$.
- Guest star: David Archuleta (Se stesso), Alex Schemmer (Wade Collins)

## iCarly contro Fred
- Titolo originale: iMeet Fred
- Diretto da: Adam Weissman
- Scritto da: Dan Schneider

### Trama
Quando Freddie offende in diretta internazionale un video di Fred, lui dice a tutti i suoi fans che non registrerà più niente. Carly, Sam e Freddie presto iniziano a perdere amici e conoscenti che sono appassionati di Fred e Freddie è bandito da tutti i club. Quindi vanno a trovare Lucas Cruikshank, creatore e ritrattista di Fred, nella sua casa sull'albero in Idaho, che perdona Freddie per il suo commento e ammette che ha detto che non faceva più i suoi video solo per far pubblicità e mostra infatti che il pubblico di iCarly e Fred sono molto aumentati. Nel frattempo, Spencer fa sì che la sua vita sia controllata da un giocattolo, con risultati disastrosi. Infatti lo convincerà a bere ketchup, andare a fare surf, comprare uno struzzo e a rinunciare ad un importante mostra di sculture. Alla fine, iCarly presenta un video con un nuovo Fred.
- Special Guest star: Lucas Cruikshank (se Stesso/Fred Figglehorn)

## I tre sosia
- Titolo originale: iLook Alike
- Diretto da: David Kendall
- Scritto da: Dan Schneider

### Trama
Carly, Sam e Freddie sono emozionati, poiché sono stati invitati a una delle dimostrazioni di arti marziali, e hanno intenzione di registrarle per mostrarle su iCarly. Spencer e la signora Benson, d'altro canto, non danno il permesso a Freddie e Carly di andarci. Così i tre assumono dei sosia per ingannare Spencer che, nel frattempo, costruisce una grande versione di un esperimento di Newton usando palle, ma quando lui scopre che il team di iCarly è ugualmente andato all'incontro, Spencer va da loro beccandosi una brutta botta da un lottatore.
- Guest star: Malese Jow (Clone di Carly), Annie DeFatta (Clone di Sam), Gabriel Basso (Clone di Freddie), Mary Scheer (Signora Benson)

## Rivoglio il mio sito!
- Titolo originale: iWant My Website Back
- Diretto da: Adam Weissman
- Scritto da: Matt Fleckenstein

### Trama
Spencer riceve una nuova carta di credito, dopo la cancellazione di quella vecchia, facendo perdere il controllo di iCarly.com ai tre amici. Fortunatamente, Mandy compra il loro sito ma per sbaglio lo cede a Nevel credendo fosse Freddie.
Spencer si traveste da vecchia per ingannare Nevel e fargli firmare un documento per avere indietro il sito. Purtroppo viene scoperto e le guardie di sicurezza lo fanno andare via. Più tardi, Nevel richiede un bacio da Carly in cambio del documento di trasferimento. Carly affronta Nevel, facendosi dare il documento, senza baciarlo.
- Guest star: Reed Alexander (Nevel Papperman), Aria Wallace (Mandy)

## Sam al femminile
- Titolo originale: iMake Sam Girlier
- Diretto da: Roger Christiansen
- Scritto da: Jake Farrow

### Trama
È il compleanno di Sam e durante la festa, ognuno degli invitati descrive Sam come un maschiaccio.
Così la ragazza, intristita, decide di diventare più femminile, chiedendo lezioni a Carly.
Nel frattempo, Spencer continua ad indossare il suo smoking, convinto che abbia un qualche potere magico perché ora la commessa del supermercato vuole uscire con lui.
Sam, cambiata radicalmente, riceve un appuntamento da Pete, il ragazzo che le piace.
Carly, Sam e Freddie stanno aspettando, all'interno del Groovy Smoothie, che Pete arrivi, ma vengono infastiditi da Jocelyn, la bulla della scuola.
Sam le dà una bella lezione, e tra gli spettatori c'è anche Pete, che rivela a Sam che anche quando si comportava da maschiaccio le piaceva lo stesso.
- Guest star: Graham Patrick Martin (Pete), Cynthia Dallas (Jocelyn)

## Energia pulita
- Titolo originale: iGo Nuclear
- Diretto da: David Kendall
- Scritto da: George Doty IV & Andrew Hill Newman

### Trama
Carly ha a che fare con un progetto per la Settimana Verde, così crea uno scooter elettrico. Ma si può solo andare per 3 miglia all'ora e a un certo punto prende fuoco, così nel fine settimana si dedica a un nuovo progetto. Spencer chiede aiuto a Cal per realizzare un progetto per la Settimana Verde che comprenderà l'energia nucleare. Questo risulta essere però altamente illegale. Così, mentre Sam e Spencer restano tranquilli in appartamento, Carly e Freddie sono costretti ad andare al campeggio "Bacche e radici" per un credito aggiuntivo.
- Guest star: Jake Siegel (Cal), Andrew Hill Newman (Mr. Henning), Lauren Benz Philips (Madre di Gibby)

## Il cattivo ragazzo
- Titolo originale: iDate a Bad Boy
- Diretto da: Steve Hoefer
- Scritto da: Dan Schneider

### Trama
Carly e Spencer si arrabbiano con il loro nuovo vicino di casa, Griffin, perché ha rubato la moto di Spencer; tuttavia Spencer non chiama la polizia, poiché ritiene che il ragazzo gli ricorda se stesso alla sua età, e propone a Griffin di diventare il suo apprendista nel fare le sculture, con l'accettazione del ragazzo ma con la disapprovazione di Carly. Tuttavia, quando Spencer va fuori per comprare dei frullati, ritorna trovando Carly e Griffin che si baciano sul divano. Spencer diventa furioso, vietando a Carly di vedersi con lui, anche se alla fine permette loro di riprendere la relazione. Nel frattempo, Sam chiede a Freddie di abbellire il suo sito web, firmando un contratto dove promette di pagarlo con il 50% a lavoro ultimato. Quando Freddie si stanca di abbellire il sito web di Sam, strappa il contratto. Dopo, un uomo compra il dominio di Sam e la paga con 1.000 dollari, Freddie vuole il 50% di quella somma perché c'era scritto sul contratto, che però aveva strappato.
Carly scopre che Griffin ha una passione per i pupazzi di peluche e ne ride assieme a Sam, ma viene colta in flagrante da Griffin, che, deluso, propone di mettere fine alla loro storia. Nel frattempo, Sam rivela a Spencer che quando era all'asilo, ha sognato un mostro che le rubava la zuppa facendola spaventare. Spencer cerca di aiutarla facendole da psicologo e riesce a calmare Sam anche se finisce per sognare il mostro lui stesso.
- Guest star: Drew Roy (Griffin)

## Carly e Missy di nuovo insieme
- Titolo originale: iReunite with Missy
- Diretto da: Adam Weissman
- Scritto da: Jake Farrow

### Trama
La vecchia amica di Carly, Missy, torna a Seattle. Una volta riunite, le due ragazze decidono di passare tanto tempo insieme e, per non escludere Sam, cercano di invitarla ad ogni cosa che fanno, ma purtroppo a Sam arriva l'indirizzo sbagliato e si ritrova nel posto sbagliato. Una volta tornate a casa, Sam inizia ad avere il dubbio che Missy l'abbia fatto apposta, per non averla tra i piedi, ma la ragazza nega, regalandole una scatola di cioccolatini.
Più tardi, nello studio di registrazione, Freddie vede entrare Sam in un aspetto orribile e malata, a quanto pare il cioccolato che le aveva dato Missy era scaduto da anni. Confessa anche a Freddie il suo dubbio ma l'accusa di essere paranoica. Sam sta troppo male, e Carly la obbliga a riposarsi e non fare iCarly, quindi Missy prende temporalmente il suo posto.
Quando Sam si sente meglio, lei e Carly vanno al Groovie Smoothie, per incontrare Missy, e quando Carly va al bancone per ordinare i frullati, Missy confessa a Sam che tutte le sue paranoie erano proprio la verità, lei vuole sbarazzarsi di Sam per tornare ad essere la migliore amica di Carly, e la convince a non dire nulla a Carly poiché non le crederebbe.
L'unico appiglio di Sam a questo punto è Freddie, che continua a non crederle. Quando però la ragazza va via delusa, capisce che c'è qualcosa che non va sul serio e le chiede un motivo per crederla. Sam gli risponde che questa è la prima volta che gli sta davvero chiedendo aiuto, e dopodiché va via sul serio, lasciando Freddie pensieroso e preoccupato per lei.
La mattina dopo a Missy viene annunciata la vittoria di un concorso indetto dalla scuola poco prima, si tratta di una crociera intorno al mondo che comprende tutto l'anno scolastico.
Missy così va via, ma non prima che Carly venga a scoprire il suo intento, e chiede scusa a Sam.
Alla fine si scopre che il concorso era in realtà stato vinto da Freddie, e aveva ceduto il premio a Missy per farla andare via, così da proteggere sia iCarly, a detta sua, ma soprattutto Sam. Missy però soffre il mal di mare, quindi ha avuto quel che le spettava in fondo.
Nel frattempo, Spencer si trova al piano seminterrato chiuso in una gabbia e torturato dal bambino psicopatico Chuck.
- Guest star: Haley Ramm (Missy Robinson), Ryan Ochoa (Chuck), David St. James (Mr. Howard)

## I copioni Dingo
- Titolo originale: iTake on Dingo
- Diretto da: David Kendall
- Scritto da: Jake Farrow

### Trama
Dopo un episodio di iCarly, la banda scopre che gli autori dello spettacolo sul Canale Dingo chiamato "Totally Teri" utilizzano "Balli casuali" in un episodio, definendolo "Salti casuali" e in un altro scopiazzano "Maltrattiamo Lewbert!" chiamandolo "Maltrattiamo Rupert" e gli fanno uno scherzo che aveva fatto iCarly solo qualche sera prima. Decidono allora, di andare a Hollywood, insieme a Spencer, per risolvere il problema. Visitando lo studio Dingo, gli autori di "Totally Teri" avvisano Sam e Carly che non possono fare niente contro di loro. Nel frattempo, Freddie e Spencer trovano la testa congelata di Charles Dingo (il fondatore degli studi Dingo) e la definizione di un piano (insieme a Sam e Carly). Il giorno successivo, il gruppo iCarly minaccia di rilasciare raffigurazioni della testa di Charles Dingo su iCarly.com a meno che gli scrittori non rubino più le idee dello show. In seguito, due degli scrittori, finiscono su iCarly in una scenetta chiamata "Battaglia in bikini con cibo per cani".

## Un armadietto per due
- Titolo originale: iMust Have Locker 239
- Diretto da: David Kendall
- Scritto da: Eric Goldberg e Peter Tibbals

### Trama
Un fan sfegatato di iCarly chiede ai tre amici di disegnare un coniglio ciascuno. Quando Carly mostra il suo, Sam e Freddie cominciano a ridere, poiché è molto ridicolo. Così la ragazza chiede lezioni d'arte a Spencer. Nel frattempo, si sa che Richard Williams si trasferisce, lasciando il suo meraviglioso armadietto 239. Sam e Freddie sono costretti a condividere proprio questo armadietto, dopo aver vinto un concorso per vedere quante merendine c'erano in un barattolo gigante. D'altra parte, Spencer insegna a Carly la scultura, ma a lei interessa di più il disegno. Carly comincia così ad andare a lezioni d'arte in un centro ricreativo. Freddie offre 200 dollari per l'armadietto a Sam, che accetta. Pochi istanti dopo, la madre di Sam viene a prenderla a scuola (dopo un'operazione agli occhi) e, parcheggiando dentro la scuola, distrugge involontariamente l'armadietto 239. Sam salta in macchina con i soldi di Freddie, lasciandolo faccia a faccia con il signor Howard.
- Guest star: David St. James (Mr. Howard), Cherise Bangs (Miss Fielder), Yvette Nicole Brown (Studente d'arte)

## Le gemelle
- Titolo originale: iTwins
- Diretto da: Russ Reinsel
- Scritto da: Eric Goldberg e Peter Tibbals

### Trama
Sam è preoccupata dell'arrivo di sua sorella gemella Melanie in città, poiché è tutto l'opposto di lei, e non le è mai stata simpatica. Freddie crede fermamente che sia una balla, Sam non ha una sorella gemella!
Passa tutta la settimana a ridere del "gioco" che secondo lui gli stessero facendo Carly e Sam, fino a quando una sera, per smascherarla, invita "Melanie" ad uscire con lui, sapendo che Sam avrebbe preferito mangiare vermi piuttosto che farlo, non avrebbe retto questa recita. Sorprendentemente lei accetta, lasciando Freddie senza parole.
La serata è un continuo mettere alla prova Melanie di non essere Sam, e Freddie ogni volta rimane sorpreso e allo stesso tempo deluso dal non crollo della ragazza. Quando però sente un lento, le chiede di ballare e anche questa volta lei accetta. Mentre ballano, per dimostrare una volta per tutte di essere davvero Melanie e non Sam, la ragazza lo bacia, e Freddie diventa estremamente paranoico.
Il giorno dopo, a casa di Carly, stanca di tutto quello che stava succedendo Sam ammette che non c'è mai stata nessuna Melanie e che Freddie è troppo intelligente per lei.
Finalmente il ragazzo se ne va felice e soddisfatto, ma subito dopo dall'ascensore esce proprio Melanie che dice a Carly e Sam di andare al cinema.
In tutto questo, Carly da delle ripetizioni ad un bambino del palazzo, che si rivelerà essere Chuck, il nemico n.1 di Spencer.
- Guest star: Ryan Ochoa (Chuck), David St. James (Mr. Howard)

## Carly contro Shelby Marx
- Titolo originale: iFight Shelby Marx
- Diretto da: Steve Hoefer
- Scritto da: Dan Schneider

### Trama
Il team di iCarly scopre che qualcuno ha modificato un video in cui sembra che Carly voglia dare una batosta a Shelby Marx, una lottatrice di boxe. Shelby propone a Carly di disputare un combattimento amichevole dove il ricavato andrà in beneficenza e Carly accetta volentieri. Durante la conferenza dell'incontro, Carly fa cadere accidentalmente dal palco la nonna di Shelby. Nevel Papperman se ne approfitta subito, modificando un video dove fa sembrare che Carly avesse già programmato di far cadere la nonna, e lo mostra a Shelby, mettendola contro Carly. Invece, Spencer soffre di effetti collaterali ridicoli, dovuti a delle pastiglie contro un'allergia che lo fa starnutire. Carly, Shelby e Sam scoprono il piano di Nevel, estremamente arrabbiate, decidono che alla fine quello che verrà preso a botte sarà proprio Nevel.
- Guest star: Victoria Justice (Shelby Marx), Sean Smith (dott. Dresdin), Jonathan Spencer (Mr. Connick), Reed Alexander (Nevel Papperman)